# Грінфорд (станція)
51°32′33″ пн. ш. 0°20′45″ зх. д. / 51.5425° пн. ш. 0.345833° зх. д.
Грінфорд (англ. Greenford) — станція Центральної лінії Лондонського метрополітену. Станція знаходиться у Грінфорд, Ілінг, Лондон, у 4-й тарифній зоні, на відгалуженні Раїсліп між метростанціями — Перівеїл та Нортголт, для National Rail — кінцева, попередня станція — Саут-Грінфорд В 2018 році пасажирообіг метростанції — 4.25 млн пасажирів, для National Rail — 0.153 млн пасажирів

## Історія
- 1 жовтня 1904: відкриття станції у складі Great Western Railway[6]
- 30 червня 1947: початок трафіку Центральної лінії, як кінцевої.
- 11 листопада 1948: відкриття наскрізного трафіку.

## Пересадки
На автобуси London Buses маршрутів: 92, 105, 395 та E6. 

## Послуги
| Попередня станція | Лінія | Лінія                                                  | Лінія | Наступна станція |
| ----------------- | ----- | ------------------------------------------------------ | ----- | ---------------- |
| Перівеїл          |       | Лондонське метро Центральна лінія відгалуження Раїсліп |       | Нортголт         |
| Саут-Грінфорд     |       | Great Western Railway Great Western main line          |       | Кінцева          |